# ニュージャパンフィルム
株式会社ニュージャパンフィルム（英: NEW JAPAN FILMS, INC.）は、東京都港区に本社を置く日本の企業。映像関連事業を手がけ、海外の映画などの国内販売や版権輸入業、またその日本語字幕や吹き替え版制作などポストプロダクション業務を手掛ける。
1957年設立。日本音声製作者連盟に加盟。

## 概要
1957年5月8日に設立。経営理念は「小さな最強のプロフェッショナル軍団を目指す」。
東宝東和（設立時は東和映画）の関連会社であり、同社のテレビ配給部門であった。近年は同社配給作品の劇場公開作品の字幕や日本語吹き替え版の制作を担当。
文字多重放送の字幕データ制作や映像の編集、ソフト制作のコーディネイト業務も行っている。また、自社の営業部では『荒野の用心棒』などのマカロニ・ウェスタンやKADOKAWA・アスミック・エースの作品で、テレビ放映権の販売も行っている。

## 主な参加作品
※特筆のない限り、字幕や吹き替え制作での参加。テレビ放映権の販売も行う作品は「◎」を表記。

### 映画
- アンダーワールド
- 移動都市/モータル・エンジン
- インモータルズ -神々の戦い-
- トータル・リコール ※ソフト版・テレビ朝日版
- 荒野の用心棒 ◎
- 少林寺木人拳 ※TBS版
- 死亡遊戯
- スノーホワイト
- スポンティニアス
- ツイン・ドラゴン ※ソフト版
- テッド
- テッド2
- ドクター・ドリトル[6]
- バタリアン
- バトルシップ
- ハムナプトラ3 呪われた皇帝の秘宝
- バンデットQ
- ハンニバル ※ソフト版
- ビッグ・ガン
- 奇蹟/ミラクル
- ビバリーヒルズ・コップ ※VOD版
- ビバリーヒルズ・コップ2 ※VOD版
- フィールド・オブ・ドリームス ※VHS版・日本テレビ版
- フリック・ストーリー
- プロジェクト・イーグル ※ソフト版
- ペギー・スーの結婚
- プロジェクトA ※テレビ朝日版
- 変身パワーズ
- 星空の用心棒 ◎
- 名探偵ピカチュウ
- メン・イン・ブラック3
- モンスターハンター[7]
- レッド・サン
- ワンス・アンド・フォーエバー ※ソフト版
- 007/ノー・タイム・トゥ・ダイ[8]

#### ドラマ
- エイリアニスト

### アニメ
- アダムス・ファミリー[9]
- アダムス・ファミリー2 アメリカ横断旅行![10]
- イースターラビットのキャンディ工場
- 怪盗グルーシリーズ
  - 怪盗グルーの月泥棒 3D
  - 怪盗グルーのミニオン危機一発
  - 怪盗グルーのミニオン大脱走
  - ミニオンズ
  - ミニオンズ フィーバー
- グリンチ
- トロールズ ミュージック★パワー[11]
- ペット
- ペット2
- ボス・ベイビー ※劇場公開版
- ボス・ベイビー ファミリー・ミッション[12]
- SING/シング
- SING/シング: ネクストステージ[13]
- ソニック・ザ・ムービー[14]
- ソニック・ザ・ムービー/ソニック VS ナックルズ[15]

## TV放映権販売作品

### 映画
- 荒野の1ドル銀貨
- 続・荒野の1ドル銀貨
- 続・さすらいの一匹狼
- 怒りの荒野

### アニメ
- 上野さんは不器用
- ガイコツ書店員 本田さん
- くるねこ
- Dimensionハイスクール
- なんでここに先生が!?